# Орешене (Силістринська область)
Ореше́не (болг. Орешене) — село в Силістринській області Болгарії. Входить до складу общини Дулово.

## Населення
За даними перепису населення 2011 року у селі проживали 399 осіб, усі — турки.
Розподіл населення за віком у 2011 році:
Динаміка населення: